# Bléneau
Bléneau é uma comuna francesa na região administrativa de Borgonha-Franco-Condado, no departamento de Yonne. Estende-se por uma área de 39,63 km². Em 2010 a comuna tinha 1 250 habitantes (densidade: 31,5 hab./km²).